# Jan Eriksson (ishockeyspelare, född 1958)
Jan Eriksson, född 14 januari 1958, är en svensk före detta ishockeyspelare, född och uppvuxen i Örnsköldsvik. Han deltog bland annat i Olympiska vinterspelen 1980 i Lake Placid, där Sverige tog brons i ishockeyturneringen.
Jan bor nu 2010 i Nacka med fru och två barn.